# Perusia conspersa
Perusia conspersa är en fjärilsart som beskrevs av Butler 1882. Perusia conspersa ingår i släktet Perusia och familjen mätare. Inga underarter finns listade i Catalogue of Life.